# 城关镇 (房县)
城关镇，是中华人民共和国湖北省十堰市房县下辖的一个乡镇级行政单位。

## 行政区划
城关镇下辖以下地区：
小西关社区、中西关社区、下西关社区、老城社区、北关社区、东关社区、花宝社区、联观社区、白路社区、泉水社区、桃园社区、三海村、炳公村、八里村、晓阳村、莲花村和白土村。